# Еріх Кюленталь
Еріх Кюленталь (нім. Erich Kühlenthal; 13 жовтня 1880, Шпандау — 19 жовтня 1958, Мюнхен) — німецький офіцер і дипломат, генерал артилерії запасу вермахту.

## Біографія
1 жовтня 1899 року вступив в 2-й рейнський польовий артилерійський полк №23 Прусської армії. З 1905 року — ад'ютант 2-го батальйону свого полку. З 1 жовтня 1910 по липень 1913 року навчався у Військовій академії. 10 вересня 1913 року відряджений у Великий Генштаб. З 1 серпня 1914 року — командир роти свого старого полку. З лютого 1915 року служив в штабі 16-ї піхотної дивізії. З 12 березня 1918 року — 1-й офіцер Генштабу (начальник оперативного відділу) в штабі 204-ї піхотної дивізії.
З 10 січня 1919 року — офіцер зв'язку при імперському комісарі окупованої Рейнської області. З 1 жовтня 1923 року служив в штабі 3-ї дивізії. З 1 лютого 1926 року — командир 4-го дивізіону 3-го артилерійського полку. 1 березня 1928 року переведений в Імперське військове міністерство, 1 квітня 1929 року очолив відділ T3 (статистика). З 1 листопада 1930 року —  керівник артилерійських частин 6-го військового округу. З 1 грудня 1931 року — начальник штабу 2-го групового командування в Касселі. З 1 лютого 1933 року служив в штабі 1-го групового командування. З 1 квітня 1933 року — військовий аташе в Парижі. 30 вересня 1938 року відправлений в командний резерв ОКГ. 30 листопада 1938 року звільнений у відставку.
В 1939 році прийняв на себе обов'язки зондерфюрера абверу в Іспанії і очолив реферат в районі Мадрида, який очолював до кінця Другої світової війни. В 1946 році повернувся в Німеччину.

## Звання
- Фанен-юнкер (1 жовтня 1899)
- Фенріх (29 січня 1900)
- Лейтенант (18 січня 1901)
- Оберлейтенант (18 жовтня 1909)
- Гауптман (19 грудня 1912)
- Майор (15 липня 1918)
- Оберстлейтенант (1 квітня 1925)
- Оберст (1 березня 1928)
- Генерал-майор (1 жовтня 1931)
- Генерал-лейтенант (1 жовтня 1933)
- Генерал артилерії запасу (30 листопада 1938)

## Нагороди
- Залізний хрест 2-го і 1-го класу
- Орден «За військові заслуги» (Баварія) 3-го класу з мечами
- Орден Фрідріха (Вюртемберг), лицарський хрест 1-го класу з мечами
- Орден Церінгенського лева, лицарський хрест 2-го класу з мечами і дубовим листям
- Ганзейський хрест (Гамбург)
- Хрест «За військові заслуги» (Брауншвейг) 2-го класу
- Хрест «За військові заслуги» (Ліппе)
- Хрест «За військові заслуги» (Австро-Угорщина) 3-го класу з військовою відзнакою
- Королівський орден дому Гогенцоллернів, лицарський хрест з мечами
- Хрест «За вислугу років» (Пруссія) (25 років)
- Почесний хрест ветерана війни з мечами
- Медаль «За вислугу років у Вермахті» 4-го, 3-го, 2-го і 1-го класу (25 років)